# Килис, Робертс
Робертс Килис (латыш. Roberts Ķīlis; 14 марта 1968, Рига — 18 марта 2022) — латвийский учёный, занимавший в 2011—2013 гг. должность министра образования и науки. Муж Илзе Винькеле.
Окончил философский факультет Латвийского университета (1991). В 1994—2010 гг. преподавал в Стокгольмской школе экономики в Риге. В 1999 году защитил в Кембриджском университете докторскую диссертацию по социальной антропологии. Организовал в Латвии международную конференцию, посвящённую наследию Исайи Берлина.
В 2008 году президентом Валдисом Затлерсом назначен председателем Комиссии стратегического анализа при президенте Латвии. Под руководством Килиса была разработана стратегия долгосрочного развития Латвии до 2030 года, принятая Сеймом Латвии в 2010 году.
25 октября 2011 года как беспартийный специалист утверждён в должности министра образования и науки в правительстве Валдиса Домбровскиса. В качестве министра предложил ряд радикальных реформ образовательной системы, нацеленных на объединение небольших вузов, рост преподавания на крупных европейских языках, бизнес-консультирование вузов ради стратегического планирования, интенсивный поиск зарубежных партнёров; эти реформы вызвали сильное сопротивление как в самих университетах, так и среди политической элиты. По мнению антрополога Клавса Седлениекса, Килис «был первым и, видимо, последним министром образования и науки, кто смог сказать простую правду о латвийской науке и высшем образовании: они полны посредственности и воспроизводят такую же посредственность». 30 апреля 2013 г. подал в отставку по состоянию здоровья.